# 東京都道211号若郷新島港線
東京都道211号若郷新島港線（とうきょうとどう211ごう わかごうにいじまこうせん）は、東京都新島村若郷から新島村本村までを結ぶ一般都道である。通称新島本道（にいじまほんどう）。

## 歴史
1961年（昭和36年）3月13日、通称、ミサイル道路建設案が可決。同年以降陸上自衛隊102建設大隊により整備がなされた。これは、当時の新島本村が受け入れた国のミサイル試射場建設計画への見返りであった。
建設当時は吹上げ坂と、宮塚山の東にある羽伏港の近くの断崖の上を通っていたが、1990年（平成2年）に全長739 m の新島トンネルが開通、羽伏港の近くはトンネルで抜ける形となった。
2000年（平成12年）に崩落が起こり吹上げ坂付近が通行不能になったため、今後の対策として宮塚山を貫く平成新島トンネルが建設された。

## 平成新島トンネル
2000年7月15日に発生した伊豆諸島北部群発地震で宮塚山の斜面が崩落したため、今後の対策として建設された。
2003年11月に開通・全長2878m。歩行者と軽車両は通行禁止である。したがって徒歩や自転車で本村 - 若郷間を通行するのは事実上不可能で、レンタカーか村営のふれあいバスを使用しなければならない（新島トンネルがある旧道は廃道化しており、施錠もされているため通行不可能）。

## 地理

### 通過する自治体
- 東京都
  - 新島村